# Побігущий-Рен Євген Павлович
Євге́н Павлович Побігу́щий (псевдо: Євген Рен) (15 листопада 1901, с. Постолівка, Австро-Угорщина — 28 травня 1995, м. Гаар, Німеччина) — український військовик-офіцер, доброволець УГА, член УВО й ОУН командир куреня легіону «Роланд», полковник дивізії «Галичина», автор двох томів спогадів «Мозаїка моїх споминів».
Відповідно до українського законодавства є борцем за незалежність України у ХХ столітті.

## Життєпис

### Ранні роки
Народився 15 листопада 1901 року в с. Постолівці Чортківського повіту на Тернопільщині в родині українських вчителів. Юнацькі роки провів у селі Воскресінці біля Коломиї.
До середньої школи ходив у місті Коломиї. З проголошенням Західно-Української Народної Республіки (ЗУНР) 1 листопада 1918 року, не маючи повних 17 років, вступив добровольцем до лав Української Галицької Армії (УГА). Незабаром отримав підстаршинський ступінь.
Як підстаршина української армії, став учасником польсько-української і радянсько-української воєн (1918–20): боїв поблизу м. Рава-Руська (нині Львівського р-ну Львівської області), Чортківської офензиви, походу УГА і Армії УНР на Київ і Одесу. Потрапив у "чотирикутник смерті", перехворів на тиф у Вінниці, перебував у Збірній станиці УГА в Одесі (1920).

### Міжвоєнний період
Після закінчення польсько-української війни в Галичині продовжив своє навчання, отримав ступінь магістра з політичної економії у Познанському Університеті. Навчався на філософському факультеті Українського таємного університету (Львів, 1922), у греко-католицькому ліцеї у м. Станіслав (нині Івано-Франківськ, 1923–25).
Згодом став вояком польської армії. Пізніше, у званні капітана (сотник) провадив підстаршинські вишколи.
З 1921 року стає членом УВО, а з 1929 року ОУН.

### В роки Другої світової війни
У вересні 1939 року взяв участь у німецько-польській війні. Він командував батальйоном польської армії, потім потрапив у німецький полон. Після звільнення 1940–41 працював у міському архіві Познані. У лютому 1941 за дорученням ОУН(б) організував вишкіл українських старшин у Берліні, також за дорученням командування вермахту був перекладачем. У травні 1941 року Євген Побігущий у званні майора переведений до Відня і м. Зайберсдорф (Австрія) для участі у формуванні Дружин українських націоналістів  (ДУН), учасник їхнього походу в Угорщину й Румунію. Командир куреня "Ролянд" (1941).

### Батальйон «Роланд»

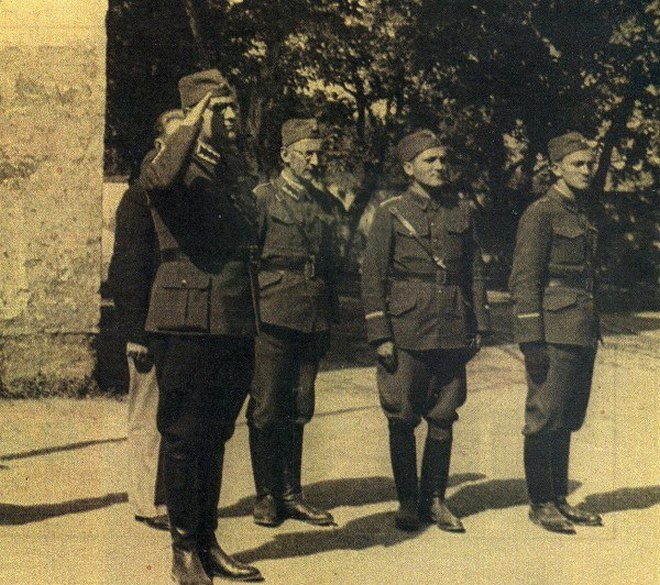
Зліва направо старшини батальйону «Роланд»: Ріко Ярий, Євген Побігущий, чотарі Омелян Герман-«Орлик» та Любомир Ортинський

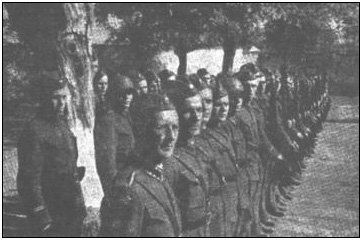
Сотня батальйону «Роланд» у Завберсдорфі. У першому шерегу зліва направо: майор Євген Побігущий, чотарі Любомир Ортинський, Омелян Герман-«Орлик» та Іван Макаревич

Брав активну участь у вишколі вояків, які під назвою Дружини українських націоналістів (ДУН) з початком німецько-радянської війни рушили на Схід. Він командував одним із двох українських батальйонів (куренів) («Роланд»). У середині липня 1941 «Роланд» виїхав на фронт у напрямі на Одесу, але з Балти перебазований у Франкфурт-на-Одері, частина легіону 26 серпня 1941 — у Фокшани (Румунія).

### 201-й шуцманшафт-батальйон
До кінця листопада 1941 року весь «Український легіон» («Роланд» і «Нахтігаль») у складі близько 650 вояків та старшин, після укладання індивідуальних контрактів на службу в німецькій армії строком на 1 рік (з 1 грудня 1941 року до 1 грудня 1942), реорганізований у 201-й шуцманшафт-батальйон і висланий після вишколу до Білорусі для боротьби з радянськими партизанами.
Батальйон рівно дев'ять місяців пробув на партизанському фронті в Білорусі, хоча спеціально не готувався до партизанської війни, і здобув у цій боротьбі великий бойовий досвід. За приблизними підрахунками, легіонери знищили понад 2000 радянських партизанів. У боях відділ втратив 49 вояків вбитими й 40 пораненими.[сторінка?]
Батальйон формально очолив гауптман Євген Побігущий, хоча фактичне керівництво здійснював німець — гауптман СД В. Моха. Його заступником призначений гауптман Роман Шухевич. Формування складалося з чотирьох рот (сотень), командирами яких були сотник Шухевич, сотник Бриґідер, поручник Сидор і поручник Павлик.
Після закінчення терміну контракту, батальйон, який налічував 650 солдатів і сержантів і 22 офіцери-галичанина, роззброєний і протягом місяця (з 5 грудня 1942 до 14 січня 1943) частинами перекидався до Львова. Через деякий час після приїзду до Львова частина офіцерів затримано СД, частина, серед яких був і Шухевич, перейшла на нелегальне становище і взяла участь у формуванні УПА. Незабаром всі затримані офіцери батальйону були звільнені і приєдналися або до УПА або до 14-ї гренадерської дивізії Ваффен СС «Галичина».

### 14-та Дивізія Ваффен-СС «Галичина»

Євген Побігущий в 1944 році

Після чергового навчання, став влітку 1943 року командиром батальйону дивізії. Брав участь в урочистостях у Львові 18 липня 1943 року з нагоди виїзду перших добровольців. У Дивізії Побігущий займав різні командні становища, в тому числі командира 29-го полку. Був учасником боїв під Фельдбахом. Пізніше командування УНА підвищило Євгена Побігущого до рангу полковника.

### В еміграції

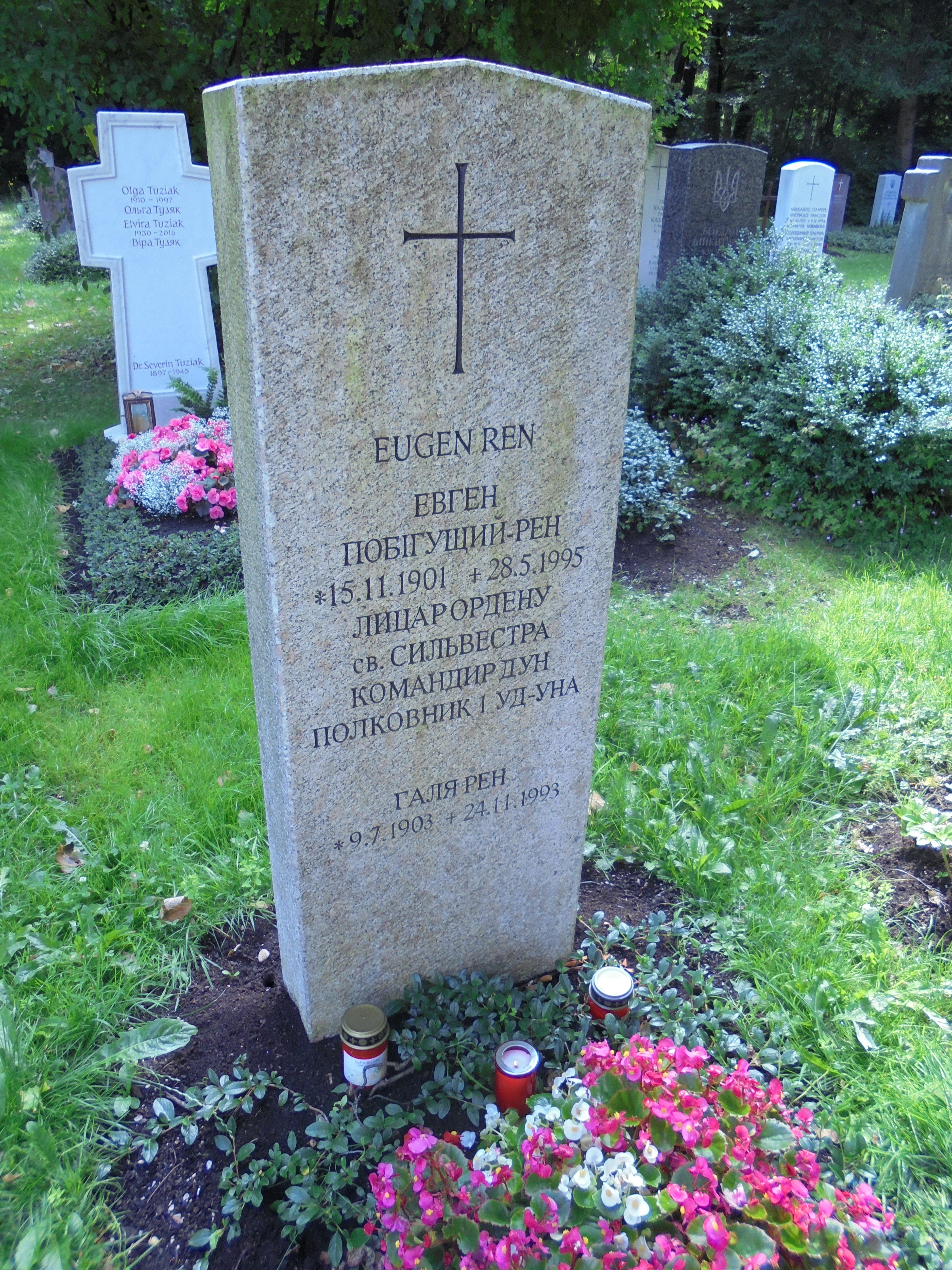
Могила Євгена Побігущого-Рена на цвинтарі Вальдфрідгоф

Після закінчення війни, попри постійні вимоги радянського уряду видати його до СРСР, поринув у вир громадянсько-суспільної праці, працюючи в різних ділянках та українських товариствах, які постали в той час у Німеччині. Довший час працював старшиною у Вартівничих Сотнях при англійській армії в Німеччині. 
Крім громадської праці, чимало часу присвятив політичній діяльності, зокрема в Організації Українських Націоналістів, працював в її установах, а також у міжнародній організації Антибільшовицького Блоку Народів.

В 1985 році він зазначив:
"Сьогодні – я так би мовити, один із національної "старої ґвардії", яка відходить у вічність, передавши естафету українського національного духа молодшим поколінням, залишаючи їм заповіт – продовжувати нашу боротьбу, нашу працю для здійснення великої мети – визволення України й української нації." 
Євген Побігущий помер 28 травня 1995 року в Гаарі біля Мюнхена (Німеччина). Похований на цвинтарі Вальдфрідгоф (Мюнхен), сектор 421-III поруч з могилою Я.Стецька.

## Твори
У 1982 році видав перший том мемуарів «Мозаїка моїх споминів» (Мюнхен-Лондон).
У 1985 у Мюнхені накладом автора й Об'єднання бувших вояків-українців у Великій Британії вийшов другий том мемуарів «Мозаїка моїх споминів».

## Пам'ять
За активну працю на релігійному полі Папа Павло VI надав йому титул Командора, Лицаря Ордену Святого Папи Сильвестра. Центральне представництво української еміграції в Німеччині надало йому звання почесного члена.